# Stadio Erasmo Iacovone
Lo stadio Erasmo Iacovone, già noto come stadio Salinella, dal nome del quartiere cittadino nel quale è situato, è lo stadio di calcio della città di Taranto.
Con i suoi 27 584 posti è stato, fino al 2024, il terzo impianto più capiente della regione, nonché uno dei più grandi del Mezzogiorno d'Italia, seppur contando una capienza ridotta a 10989 posti. Dalla fine del 2024, lo stadio è soggetto a ristrutturazione totale in vista dei Giochi del Mediterraneo 2026.

## Storia

### Lo stadio in muratura
Negli anni ’50 del XX secolo il comune di Taranto approvò il progetto per realizzare un nuovo stadio in muratura alla Salinella, della capienza di 35.000 spettatori, che prendesse il posto del vecchio stadio Valentino Mazzola, divenuto strutturalmente inadeguato alle ambizioni dell'Associazione Sportiva Taranto, la società di calcio più rappresentativa dell'epoca. L'amministrazione comunale chiese un finanziamento all'Istituto di credito sportivo che venne concesso; nel 1960 si avviò la costruzione del nuovo stadio, con la posa della prima pietra.
I lavori tuttavia si fermarono due anni dopo e la struttura fu abbandonata per un anno. Nel 1963 l’Istituto di credito sportivo sollecitò il comune a riaprire il cantiere ed inoltrare richiesta formale per la concessione del secondo finanziamento per il prosieguo dei lavori.

Il plastico dello Stadio in muratura alla Salinella negli anni cinquanta.

Le opere già eseguite riguardavano la recinzione esterna dello stadio, lo scavo del fossato di guardia, il drenaggio della pista d’atletica e del campo di gioco sul quale era stato già steso il terreno “vegetale” atto alla creazione del tappeto verde, la costruzione della palizzata sotto i pilastri a sostegno della struttura.
Dopo il sollecito del Credito sportivo il comune inoltrò richiesta e nel 1964 ottenne un finanziamento di 125 milioni per i lavori riguardanti il secondo lotto del nuovo stadio.

### Lo stadio Salinella
Mentre l'iter burocratico proseguiva, l'allora presidente del Taranto, Michele Di Maggio, nel mese di luglio del 1965 avanzò al comune la richiesta di poter costruire un nuovo stadio in un posto diverso da quello dove già era in costruzione l'impianto voluto dall'amministrazione comunale: il posto individuato da Di Maggio era a poche centinaia di metri da quello in costruzione.

I dubbi su tale scelta non erano pochi, in quanto la zona prescelta si presentava con una forte depressione del suolo, di natura melmosa e priva di qualsiasi infrastruttura accessoria, ma la volontà di andare avanti era forte e l’accordo con il comune venne raggiunto. 

La Salina piccola come si presentava negli anni sessanta.

Il 30 agosto iniziarono i lavori di sbancamento e proseguirono a marce forzate con turni di lavoro continui, giorno e notte, utilizzando un impianto volante di illuminazione. "Un grande stadio per una grande squadra" fu lo slogan che si coniò per l'occasione. Fu costruito in cento giorni, ma non mancarono gli intoppi e i problemi ingegneristici da superare: innanzitutto per pareggiare la depressione naturale vennero immessi 90 000 metri cubi di pietrisco e terreno fertile, successivamente si dovette fronteggiare un problema burocratico, dato che alcuni pali di una linea di alta tensione che alimentava gli impianti dell'Arsenale militare impedivano di costruire tribune e gradinate. Il problema fu superato grazie alla collaborazione della Marina militare e a settembre iniziarono ad essere innalzate le gradinate. 
In totale furono utilizzati 130 chilometri di tubi Innocenti, tonnellate di morsetti e 900 metri cubi di tavoloni mentre per palificazioni, rete di recinzione e le 24 porte di accesso disseminate lungo il muro di recinzione vennero impiegati 5 000 quintali di ferro lavorato.
In muratura erano soltanto gli spogliatoi e i servizi igienici. 

Lo Stadio Salinella visto dall'alto.

La capienza collaudata fu per 22 610 spettatori, mentre quella massima fu di circa 25 000. Il settore di tribuna coperta fu inoltre dotato di seggiolini in ferro semovibili, utilizzati molto spesso dai suoi frequentatori per creare un vero e proprio clima da bolgia infernale, sbattendoli all'unisono durante gli incontri calcistici per fare rumore. Il nuovo impianto fu chiamato stadio Salinella.
L'8 dicembre 1965 il nuovo impianto fu inaugurato con una partita amichevole, Taranto-Foggia, conclusasi sullo 0-0, mentre la prima partita ufficiale, Taranto–Sambenedettese, valida per il campionato di Serie C, fu giocata il 19 dicembre 1965 e si chiuse con il risultato di 1-0 per gli ospiti.

### Lo stadio mai nato
Nel frattempo l’erba e i rovi ricoprirono a poco a poco le strutture già iniziate del “nuovo stadio” voluto dall'amministrazione comunale, un'impresa costata già svariate decine di milioni.

Il fossato di guardia dello stadio in muratura.

Proprio questo problema suscitò l’attenzione della Gazzetta del Mezzogiorno, che pose alcuni interrogativi rispetto al coinvolgimento economico del comune, sulla proprietà dello stadio e sui costi dell’intera operazione.

Drenaggio della pista di atletica e dei pilastri di sostegno dello stadio in muratura.

La risposta venne dallo stesso Di Maggio, che si richiamò alla delibera del comune in merito, rivendicando la correttezza dei lavori e senza entrare nel merito del costo complessivo ribadì che tale aspetto riguardava esclusivamente l’AS Taranto poiché struttura privata. 
La polemica si riaccese in pieno consiglio comunale quando, con all’ordine del giorno la costruzione delle strade attorno allo stadio, dopo la relazione dell’assessore Leggieri, in alcuni interventi l’opposizione mise in dubbio l’ortodossia della procedura adottata dal comune, che aveva affidato all’AS Taranto l’incarico di appaltare i lavori per la costruzione dello stadio.
Qualche mese dopo al comune giunse l’autorizzazione a contrarre un mutuo di 125 milioni per completare i lavori dello stadio in muratura: una situazione paradossale, poiché Taranto avrebbe potuto ritrovarsi con due stadi da 30 000 spettatori a distanza di qualche centinaio di metri l’uno dall’altro.
Per risolvere la situazione la giunta comunale adottò, all’inizio del 1967, una delibera con la quale decise di riscattare dall’AS Taranto lo stadio con tutte le sue strutture, dando mandato agli uffici competenti di stimare i costi dell'operazione. Ciononostante l'iter per il completamento dello stadio in muratura continuò: mentre il Taranto giocava ormai stabilmente al Salinella, la giunta deliberò il secondo lotto dei lavori di costruzione del nuovo stadio alla Salinella, utilizzando i 125 milioni del mutuo concesso.
In seguito venne annunciato che tali lavori non si sarebbero più attuati e che i soldi disponibili sarebbero serviti per completare soltanto un impianto ridotto con solo una tribunetta e tutte le strutture sportive (campo da gioco, pista per atletica, ecc.).
A questo annuncio, però, non seguirono ulteriori atti e la questione venne abbandonata.
Il 15 aprile 1970 il consiglio comunale approvò il provvedimento con il quale il comune rilevò, per 540 milioni, lo stadio Salinella.
Si chiuse così, definitivamente, la discussa vicenda dello stadio in muratura: le sue strutture già costruite fanno ancora mostra di sé, mentre rovi e arbusti li hanno in parte ricoperti.

### La nuova intitolazione a Erasmo Iacovone e il riammodernamento degli anni '80
Il 6 febbraio 1978, nel corso di uno dei campionati di Serie B più memorabili nei ricordi dei tarantini, morì per un incidente stradale il centravanti rossoblù Erasmo Iacovone. I funerali si svolsero il giorno seguente; alle esequie religiose fece seguito una commemorazione all'interno dello stadio Salinella, alla presenza dei dirigenti e di decine di migliaia di tifosi del Taranto. Lo shock per la perdita del campione fu tale che in suo ricordo l'allora presidente Giovanni Fico dichiarò: "In questo momento esprimo l’impegno a far intitolare al tuo nome questo stadio. Addio, Erasmo"; appena due giorni dopo la sua morte, lo stadio Salinella fu rinominato stadio Erasmo Iacovone mentre, più recentemente, il 20 ottobre 2002, fu inaugurata una statua nella piazza prospiciente l'impianto sportivo, realizzata dallo scultore Francesco Trani.
Nel 1985 la nuova normativa in materia di sicurezza rese di fatto la struttura inagibile. Lo stadio venne allora sottoposto ad un cambiamento profondo, provvedimento che costrinse squadra e tifosi a migrare negli stadi delle località limitrofe. I tubi Innocenti ed i gradoni in legno furono sostituiti da 2 500 metri cubi di calcestruzzo e da 1 000 quintali di acciaio, fu costruito un profondo fossato tra il terreno di gioco e gli spalti, fu innalzato un secondo anello per ogni settore ed installato un moderno impianto di illuminazione. Furono inoltre spostati gli spogliatoi sotto il settore di tribuna, ristrutturati i servizi igienici, rimodernata la sala stampa e ristrutturato il campo B, situato alle spalle del settore gradinata. Al termine dei lavori, appaltati e realizzati in diverse fasi nel corso degli anni successivi, la capienza risultò pari a 27 584 posti.
Il 26 aprile 1989 lo stadio ospitò per la prima volta la nazionale italiana in una partita amichevole contro l'Ungheria, che fu battuta per 4-0 (reti di Berti, Carnevale, Ferri e Vialli).
In occasione dei XIII Giochi del Mediterraneo del 1997 lo stadio fu dotato di un tabellone luminoso.
La capienza dell'impianto fu ridotta per la prima volta nel 2005 a 15 450 posti. A settembre 2006 vi fu poi un'ulteriore restrizione a 9 900 per eludere l'applicazione delle disposizioni previste dal decreto Pisanu, obbligatorie per gli stadi con capienza non inferiore ai 10 000 posti. Nella primavera del 2007, proprio allo scopo di delimitare la capienza, si provvide alla chiusura degli anelli inferiori di gradinata e tribuna.
Durante la stagione 2007-2008 fu necessaria, sempre per aggirare la normativa antiviolenza, la riduzione a 7 499 posti. In seguito agli incidenti di Taranto-Massese concomitanti e collegati agli avvenimenti che portarono all'omicidio del tifoso laziale Gabriele Sandri, lo stadio Iacovone fu squalificato per 4 giornate dal giudice sportivo mentre la curva Nord fu chiusa per 10 giornate.
Durante le gare con la Nord chiusa, la capienza massima risultava di soli 3861 posti.
Dai play-off del campionato di Serie C 2007-2008 è stato agibile solo l'anello superiore dello stadio. In seguito alle verifiche dei tecnici comunali, infatti, furono riscontrate crepe in quello inferiore, meno recente, che dunque venne chiuso perché bisognoso di una completa ristrutturazione, che però, a causa delle difficoltà economiche dell'amministrazione comunale, non fu possibile realizzare.
L'impianto tuttavia rimase nuovamente chiuso all'inizio della stagione 2008-2009, perché non ancora a norma (mancavano la zona prefiltraggio, i tornelli e il sistema di videosorveglianza) e per tutto il girone d'andata del campionato di Serie C e oltre il Taranto fu costretto a giocare senza il sostegno dei tifosi.
Lo stadio fu ufficialmente riaperto al pubblico solo l'8 febbraio 2009, in occasione della gara casalinga con il Real Marcianise, con agibilità limitata ai soli anelli superiori dei vari settori.
I problemi economici del comune non permisero di realizzare i lavori per l'anello inferiore fino al 2012, quando furono appaltati i lavori per il settore curva nord, il cui cantiere fu aperto l'8 maggio. Dopo il rifacimento ex-novo della struttura, la curva nord fu riaperta al pubblico il 1º settembre 2013.
L'impianto è attualmente a norma secondo le leggi vigenti in materia di sicurezza, ha un'area di prefiltraggio, tornelli elettronici, videosorveglianza e un posto di polizia e la commissione di vigilanza ha autorizzato la nuova capienza a 12 154 spettatori.
Nella stagione 2014-2015 ha ospitato alcune partite interne della seconda squadra di calcio cittadina, l'Hellas Taranto, militante nel campionato di Eccellenza Puglia 2014-2015.
L'impianto è dotato di un secondo campo di gioco adiacente alla gradinata, lo Iacovone B, in erba sintetica, sul quale si allena la prima squadra e giocano le formazioni giovanili. Inoltre è il terreno di gioco della compagine cittadina dell'Amatori Rugby Taranto.
Nella stagione 2015-2016, il 6 gennaio 2016, è stato benedetto il terreno di gioco dello stadio grazie all'acqua santa del fiume Giordano, donata dal tifoso fuorisede Pietro Gioia.
Al termine della stagione 2018-2019 l'amministrazione comunale ha provveduto all'adeguamento dell'impianto alle nuove normative: acquisto e installazione di seggiolini nei settori gradinata e curva sud del secondo anello, rifacimento dell'impianto di illuminazione e degli spogliatoi.
Quasi in contemporanea, e sempre su iniziativa del comune, sono stati effettuati i lavori di ammodernamento del campo B che hanno portato alla realizzazione di un impianto di gioco dotato di erba sintetica di ultima generazione omologato per la disputa di incontri fino alla Serie D, di una tribuna, di un moderno impianto di illuminazione e degli spogliatoi. Il Campo B è intitolato al giovane tifoso scomparso prematuramente Francesco Di Molfetta.

### Il primo progetto per il nuovo stadio
Il 28 maggio 2022 è stata presentata ufficialmente la prima bozza del progetto di ricostruzione dello stadio Iacovone, incluso nei piani di riqualificazione generale del quartiere Salinella e realizzato in vista dei Giochi del Mediterraneo del 2026, organizzati proprio a Taranto. Il piano, sostenuto economicamente dai gruppi Gabetti e Esperia Investor, è poi stato depositato in Comune e illustrato al pubblico il 15 novembre seguente.
Progettato dallo studio GAU Arena, che in passato aveva già contribuito alla costruzione dell'Allianz Stadium della Juventus e collaborato con diverse altre squadre italiane, il nuovo Stadio Iacovone è stato inizialmente concepito per rispettare i requisiti UEFA 4, includendo 16306 posti a sedere (di cui 1200 riservati al settore ospiti) e una Tribuna Ovest dotata di servizi di hospitality e sala stampa. Lo stesso progetto ha compreso anche una riduzione dello spazio fra gli spalti e il campo da gioco, fissando una distanza di 5,90 m per la Tribuna Ovest e i Distinti, e di 7,90 m per le Curve. Inoltre, il progetto prevedeva degli investimenti anche per la costruzione di strutture associate allo stadio stesso, fra cui un centro commerciale, un complesso polifunzionale di 3.200 mq, un centro medico, una palestra, un asilo nido e un albergo.

### Incendio del 2023
Il 3 settembre 2023, al termine dell’incontro di Serie C tra le formazioni di Taranto e Foggia, terminato 2-0 a favore dei padroni di casa, venne appiccato un incendio nel settore ospiti dello stadio scatenato dai sostenitori del Foggia, che portò all’annullamento delle interviste post-partita e ad un'immediata evacuazione dello stadio.

### Il progetto definitivo per il nuovo stadio
Il 25 giugno 2024 è stato presentato da Sport e Salute un ulteriore progetto, stavolta definitivo, del nuovo stadio Erasmo Iacovone: il nuovo stadio avrà una capienza di 20049 posti, con una struttura portante accompagnata da una moderna copertura totale in acciaio che richiamerà il moto "ondoso" del mare, e di notte la copertura sarà illuminata con i colori del Taranto; inoltre, su ispirazione dei modelli di stadio inglesi, le tribune disteranno non più di 7 metri dal campo di gioco e saranno installati due maxischermi ai lati interni dello stadio. Lo stadio includerà anche una sala stampa, una sala hospitality e una sala per il controllo remoto di tutte le funzioni necessarie. Esso si baserà su due livelli, inclinati nella maniera ideale per un'ottimale visione dei match, oltre ad essere ognuno dotato di servizi igienici; le squadre entreranno dal tunnel realizzato in posizione centrale della tribuna principale, ai cui lati verranno poste le panchine delle rispettive squadre.
Il costo complessivo, inizialmente stabilito per 59 milioni e 750 mila euro, è lievitato a 63 milioni e 750 mila euro a seguito dell'aumento subito dal prezzario regionale delle opere pubbliche di 4 milioni di euro. Il 4 settembre sono stati pubblicati i vari bandi per la gara d'appalto relativa alla demolizione, smaltimento e successiva ristrutturazione dei vari settori interessati e con data di scadenza fissata al 18 settembre; il 20 settembre, l'esito dell'apertura di 19 buste di candidatura per i lavori di demolizione dell'anello inferiore dello stadio hanno visto l'assegnazione ad una ditta della provincia di Roma, la Impresit di Palestrina, che si è aggiudicata l’appalto offrendo un ribasso del 30,8% per l’appalto dei lavori di 2.475.777,62 euro, e che ha iniziato i lavori il 25 novembre 2024 con una durata di circa 4 mesi. Sempre a novembre, inoltre, è stata annunciata la ditta che si aggiudicherà i lavori della ristrutturazione dello stadio, ovvero la Seli Manutenzioni Generali di Monza, selezionate a cura di una commissione di Sport e Salute previa verifica finale dell'Anac. Il 5 gennaio 2025 sono ufficialmente iniziati i primi lavori, legati allo smantellamento e alla successiva demolizione delle parti inferiori delle tribune e delle curve, conclusi ufficialmente nell'ultima settimana di marzo, mentre i lavori di ricostruzione sono iniziati in concomitanza con la conclusione delle demolizioni (nella prima settimana di marzo) e si inoltreranno per circa 18 mesi (in particolare fino al 15 giugno 2026). La ricostruzione è stata avviata lunedì 3 marzo 2025, nel rispetto della progettazione esecutiva definitiva del rendering e dei dettagli dello stadio, che sono stati prodromicamente approvati.

## Dati tecnici
| Primo anello                                 | Capienza  |
| -------------------------------------------- | --------- |
| Tribuna                                      | inagibile |
| Gradinata                                    | inagibile |
| Curva Nord                                   | 1 838     |
| Curva Sud                                    | inagibile |
| Tot.                                         | 1 838     |
| Secondo anello                               | Capienza  |
| Tribuna coperta                              | 3 243     |
| Gradinata                                    | 3 333     |
| Curva Nord                                   | 2 597     |
| Curva Sud Ospiti                             | 1 513     |
| Tot.                                         | 10 686    |
| Tribuna d'onore                              | nd        |
| Posti Stampa                                 | nd        |
| Postazioni per disabili (più accompagnatori) | nd        |
| Capienza complessiva                         | 26884     |
| Capienza omologata                           | 10989     |

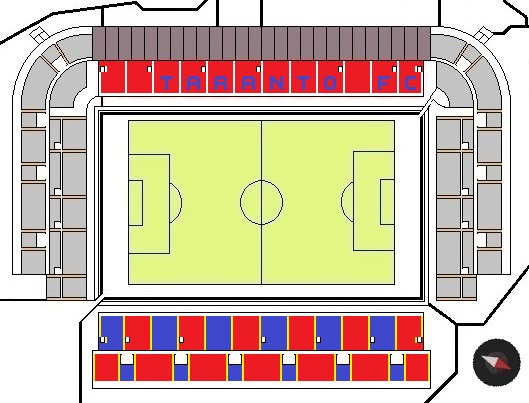
Planimetria dello stadio Erasmo Iacovone.

- Sicurezza: numerazione di tutti i posti, individuazione cromatica dei settori lato tribuna, accessi indipendenti, chiara segnaletica, videosorveglianza, postazione GOS, tornelli all'entrata, area prefiltraggio.
- Comfort: installazione di sedili per i posti di tribuna, gradinata (secondo anello) e curva sud (secondo anello), servizi igienici.
- Campo di gioco: 105 m × 68 m.
- Struttura: Primo anello e secondo anello in acciaio e cemento

## Eventi sportivi

### Calcio

#### Amichevoli

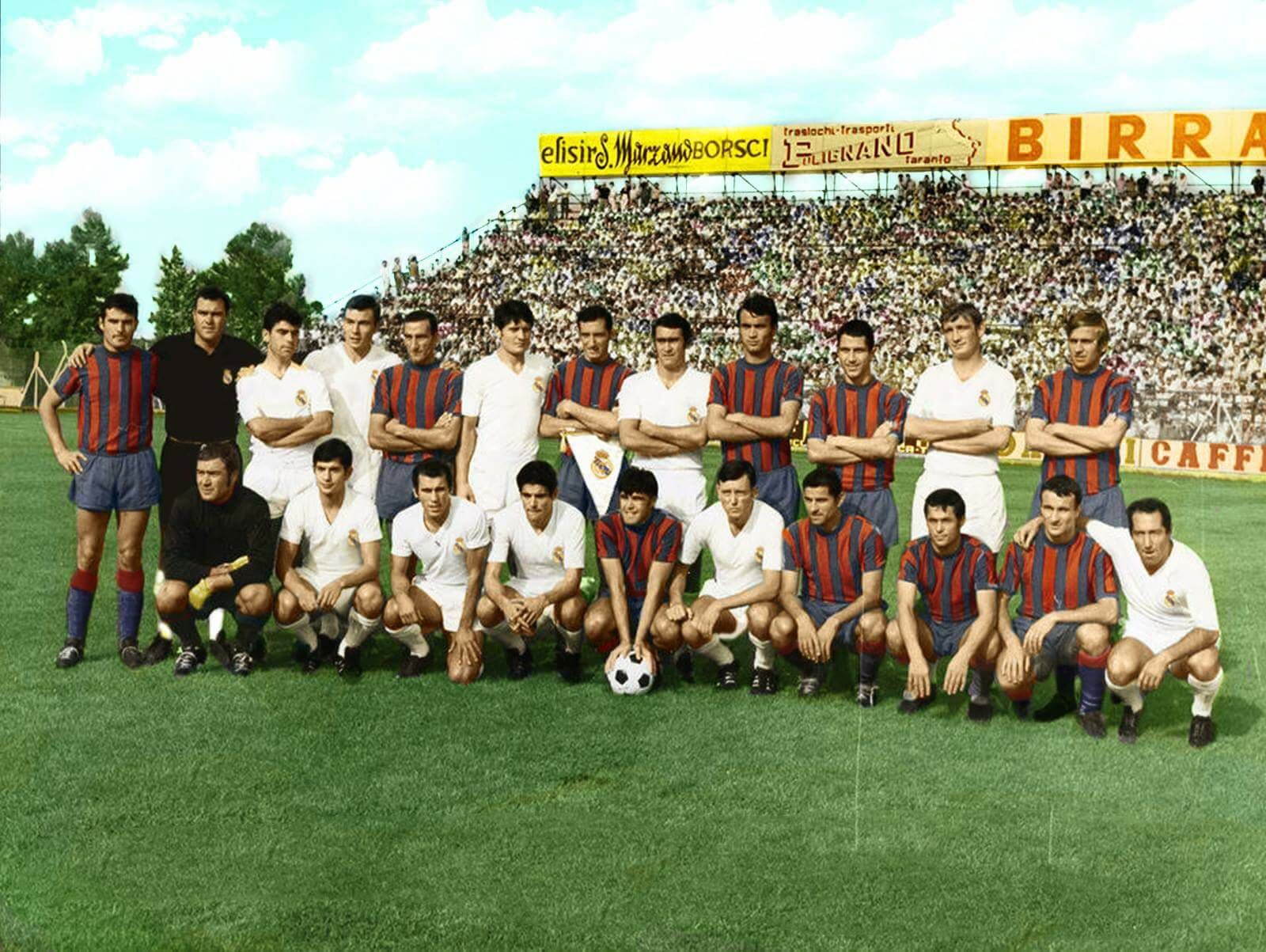
Il Taranto ospita il Real Madrid al Salinella nel 1968

| Arbitro: | Gialluisi di Barletta |

|  |           |                                                   |
|  | Marcatori | 13’, 62’ Amancio 55’ José Veloso 73’ Manuel Bueno |

#### XIII Giochi del Mediterraneo
| Taranto 19 giugno 1997 | Spagna      | 0 – 0 | Bosnia ed Erzegovina | Stadio Erasmo Iacovone\| Arbitro: \| Bouchardeau \| |
| Arbitro:               | Bouchardeau |       |                      |                                                     |

| Arbitro: | Bouchardeau |

|           |           |  |
| Aksoy 97’ | Marcatori |  |

#### Nazionale Maggiore
Amichevole
| Arbitro: | Kurt Röthlisberger |

|                                             |           |  |
| Vialli 8’ Ferri 53’ Berti 67’ Carnevale 77’ | Marcatori |  |

#### Nazionale Under 21
Play-off Euro 2000
| Arbitro: | Lucilio Cardoso Cortez Batista |

|                          |           |          |
| Comandini 59’ Pirlo 110’ | Marcatori | 1’ Henry |

#### Nazionale Under-20
Torneo Quattro Nazioni
| Arbitro: | Oliver Drachta |

|                   |           |                                                 |
| Caturano 82’ rig. | Marcatori | 13’ Beister 19’ Bigalke 50’ Schürrle 81’ Bäcker |

## Concerti
A partire dal luglio del 1979 l'impianto è stato usato per molti concerti musicali; i primi a suonare furono Lucio Dalla e Francesco De Gregori nel loro tour Banana Repubblic, il primo gruppo italiano ad esibirsi è stato quello dei Pooh (08/08/1982), in seguito è toccato a Vasco Rossi il 14 agosto 1987 e la prima donna fu Laura Pausini il 28 giugno 2005. Il primo gruppo straniero a esibirsi allo Iacovone è stato la band pop-soul britannica dei Simply Red che ha suonato il 22 luglio 2003
1. Lucio Dalla e Francesco De Gregori (10 luglio 1979) Banana Republic Tour Archiviato il 28 luglio 2021 in Internet Archive. Pooh (8 agosto 1982) - European Tour '82 (dopo l'uscita dell'album live "Palasport")
2. Vasco Rossi (14 agosto 1987) - C'è Chi Dice No Tour
3. Pooh (20 agosto 1999) - Un posto felice in tour
4. Zucchero Fornaciari (14 settembre 1999) - Bluesugar World Tour
5. Renato Zero (25 luglio 2001)
6. Simply Red (22 luglio 2003)
7. Eros Ramazzotti (17 luglio 2004)
8. Pooh (31 luglio 2004) Ascolta tour
9. Tiziano Ferro (20 agosto 2004)
10. Laura Pausini (28 giugno 2005) - World Tour 2005
11. Pooh (25 giugno 2006) La grande festa in tour
12. Jovanotti (18 luglio 2006) - Tour Buon Sangue
13. Gianna Nannini (23 luglio 2006)

## Avvenimenti
- 29 ottobre 1989 - Papa Giovanni Paolo II - Concelebrazione eucaristica

## Galleria d'immagini

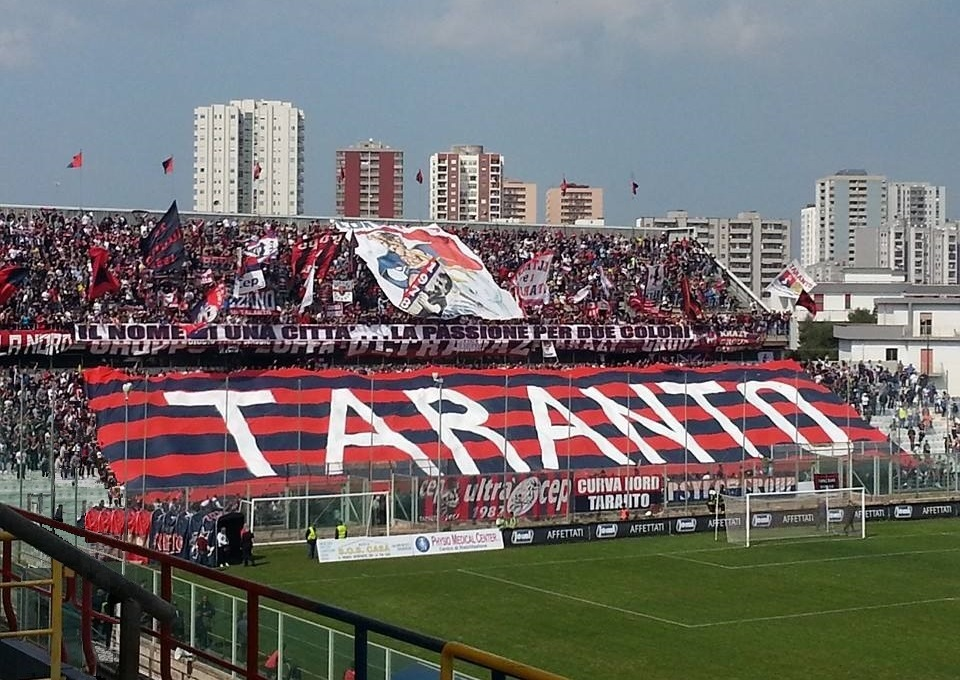
Veduta della curva Nord dalla Tribuna